# Falling Off the Lavender Bridge
Falling off the Lavender Bridge è il primo album in studio del cantante britannico Lightspeed Champion, pubblicato nel 2008.

## Tracce
1. Number One – 0:25
2. Galaxy of the Lost – 3:58
3. Tell Me What It's Worth – 2:41
4. All to Shit – 1:12
5. Midnight Surprise – 9:56
6. Devil Tricks for a Bitch – 4:40
7. I Could Have Done This Myself – 3:26
8. Salty Water – 2:26
9. Dry Lips – 3:46
10. Everyone I Know Is Listening to Crunk – 3:03
11. Let the Bitches Die – 2:38
12. No Surprise (for Wendela)/Midnight Surprise – 5:06

Disco Bonus Acustico Edizione Limitata
1. Never Meant to Hurt You (Good Shoes cover) – 3:29
2. Souvenirs (Patrick Wolf cover) – 3:08
3. Flesh Failures (from the musical Hair) – 4:05
4. Xanadu (Olivia Newton-John cover) – 3:46